# Transport de neutrons
El transport de neutrons (també conegut com a neutrònica) és l'estudi dels moviments i les interaccions dels neutrons amb els materials. Els científics i enginyers nuclears sovint necessiten saber on es troben els neutrons en un aparell, en quina direcció van i amb quina rapidesa es mouen. S'utilitza habitualment per determinar el comportament dels nuclis de reactors nuclears i dels feixos de neutrons experimentals o industrials. El transport de neutrons és un tipus de transport radiatiu.

## Rerefons
El transport de neutrons té arrels en l'equació de Boltzmann, que es va utilitzar al segle XIX per estudiar la teoria cinètica dels gasos. No va rebre un desenvolupament a gran escala fins a la invenció dels reactors nuclears de reacció en cadena a la dècada de 1940. A mesura que les distribucions de neutrons van ser sotmeses a un escrutini detallat, es van trobar aproximacions elegants i solucions analítiques en geometries simples. Tanmateix, a mesura que la potència computacional ha augmentat, els enfocaments numèrics del transport de neutrons s'han convertit en prevalents. Avui dia, amb ordinadors massivament paral·lels, el transport de neutrons encara està en desenvolupament molt actiu a les institucions acadèmiques i de recerca de tot el món. Continua sent un problema computacionalment difícil, ja que depèn del temps i de les 3 dimensions de l'espai, i les variables d'energia abasten diversos ordres de magnitud (des de fraccions de meV fins a diversos MeV). Les solucions modernes utilitzen ordenades discretes o mètodes de Montecarlo, o fins i tot un híbrid d'ambdós.

Sistema de coordenades espacial-angle cartesiane en tres dimensions per a càlculs de transport de neutrons

## Equació de transport de neutrons
L'equació de transport de neutrons és una declaració d'equilibri que conserva els neutrons. Cada terme representa un guany o una pèrdua d'un neutró, i la balança, en essència, afirma que els neutrons guanyats són iguals als neutrons perduts. Es formula de la següent manera:
{\displaystyle \left({\frac {1}{v(E)}}{\frac {\partial }{\partial t}}+\mathbf {\hat {\Omega }} \cdot \nabla +\Sigma _{t}(\mathbf {r} ,E,t)\right)\psi (\mathbf {r} ,E,\mathbf {\hat {\Omega }} ,t)=\quad }
{\displaystyle \quad {\frac {\chi _{p}\left(E\right)}{4\pi }}\int _{0}^{\infty }dE^{\prime }\nu _{p}\left(E^{\prime }\right)\Sigma _{f}\left(\mathbf {r} ,E^{\prime },t\right)\phi \left(\mathbf {r} ,E^{\prime },t\right)+\sum _{i=1}^{N}{\frac {\chi _{di}\left(E\right)}{4\pi }}\lambda _{i}C_{i}\left(\mathbf {r} ,t\right)+\quad }{\displaystyle \quad \int _{4\pi }d\Omega ^{\prime }\int _{0}^{\infty }dE^{\prime }\,\Sigma _{s}(\mathbf {r} ,E^{\prime }\rightarrow E,\mathbf {\hat {\Omega }} ^{\prime }\rightarrow \mathbf {\hat {\Omega }} ,t)\psi (\mathbf {r} ,E^{\prime },\mathbf {{\hat {\Omega }}^{\prime }} ,t)+s(\mathbf {r} ,E,\mathbf {\hat {\Omega }} ,t)}
on:
| Símbol | Significat                                                                             |
| --- | -------------------------------------------------------------------------------------- |
| {\displaystyle \mathbf {r} } | Vector de posició (és a dir, x,y,z)                                                    |
| {\displaystyle E} | Energia                                                                                |
| {\displaystyle \mathbf {\hat {\Omega }} ={\frac {\mathbf {v} (E)}{\|\mathbf {v} (E)\|}}={\frac {\mathbf {v} (E)}{v(E)}}}                                  | Vector unitari (angle sòlid) en la direcció del moviment                               |
| {\displaystyle t} | Temps                                                                                  |
| {\displaystyle \mathbf {v} (E)} | Vector velocitat dels neutrons                                                         |
| {\displaystyle \psi (\mathbf {r} ,E,\mathbf {\hat {\Omega }} ,t)dr\,dE\,d\Omega }                                                                         | Flux angular de neutrons                                                               |
| {\displaystyle \phi (\mathbf {r} ,E,t)dr\,dE} | Flux escalar de neutrons                                                               |
| {\displaystyle \nu _{p}} | Nombre mitjà de neutrons produïts per fissió                                           |
| {\displaystyle \chi _{p}(E)} | Funció de densitat de probabilitat per a neutrons d'energia de sortida E               |
| {\displaystyle \chi _{di}(E)} | Funció de densitat de probabilitat per a neutrons d'energia de sortida E               |
| {\displaystyle \Sigma _{t}(\mathbf {r} ,E,t)} | Secció transversal total macroscòpica, que inclou totes les interaccions possibles     |
| {\displaystyle \Sigma _{f}(\mathbf {r} ,E^{\prime },t)}                                                                                                   | Secció transversal de fissió macroscòpica, que inclou totes les interaccions de fissió |
| {\displaystyle \Sigma _{s}(\mathbf {r} ,E'\rightarrow E,\mathbf {\hat {\Omega }} '\rightarrow \mathbf {\hat {\Omega }} ,t)dE^{\prime }d\Omega ^{\prime }} | Doble secció transversal de dispersió diferencial                                      |
| {\displaystyle N} | Nombre de precursors de neutrons retardats                                             |
| {\displaystyle \lambda _{i}} | Constant de decadència per al precursor i                                              |
| {\displaystyle C_{i}\left(\mathbf {r} ,t\right)} | Nombre total de precursors i r en el moment t                                          |
| {\displaystyle s(\mathbf {r} ,E,\mathbf {\hat {\Omega }} ,t)}                                                                                             | Terme font                                                                             |

L'equació de transport es pot aplicar a una part determinada de l'espai de fase (temps t, energia E, ubicació {\displaystyle \mathbf {r} }, i sentit de la marxa {\displaystyle \mathbf {\hat {\Omega }} } ). El primer terme representa la velocitat temporal de canvi dels neutrons en el sistema. El segon terme descriu el moviment dels neutrons dins o fora del volum d'espai d'interès. El tercer terme té en compte tots els neutrons que tenen una col·lisió en aquest espai de fase. El primer terme del costat dret és la producció de neutrons en aquest espai de fases a causa de la fissió, mentre que el segon terme del costat dret és la producció de neutrons en aquest espai de fases a causa de precursors de neutrons retardats (és a dir, nuclis inestables que patir una desintegració de neutrons). El tercer terme del costat dret és en dispersió, es tracta de neutrons que entren en aquesta àrea de l'espai de fase com a resultat de les interaccions de dispersió en una altra. El quart terme de la dreta és una font genèrica. L'equació se sol resoldre per trobar {\displaystyle \phi (\mathbf {r} ,E)}, ja que això permetrà calcular les velocitats de reacció, que són d'interès primordial en estudis de blindatge i dosimetria.

## Mètodes computacionals
Tant els càlculs de font fixa com els de criticitat es poden resoldre mitjançant mètodes deterministes o mètodes estocàstics. En els mètodes deterministes, l'equació de transport (o una aproximació d'aquesta, com la teoria de la difusió) es resol com una equació diferencial. En mètodes estocàstics, com ara Monte Carlo, les històries de partícules discretes es fan un seguiment i es fa una mitjana en una caminada aleatòria dirigida per probabilitats d'interacció mesurades. Els mètodes deterministes solen incloure enfocaments multigrup, mentre que Monte Carlo pot treballar amb biblioteques de seccions transversals d'energia contínua i multigrup. Els càlculs multigrup solen ser iteratius, perquè les constants del grup es calculen mitjançant perfils flux-energia, que es determinen com a resultat del càlcul del transport de neutrons.